# ماسيمو أودو
ماسيمو أودو (بالإيطالية: Massimo Oddo)‏، (بيسكارا، 14 يونيو 1976)، لاعب كرة قدم إيطالي.
بدأ مسيرته الكروية مع نادي ريناتو كوري في موسم 1992/1993، وشارك معهم في 3 مباريات فقط، وفي عام 1993 انتقل إلى نادي إيه سي ميلان، ولعب معهم حتى عام 2000، وفي موسم 1995/1996 أعير إلى نادي فيورنزولا، ولعب معهم 19 مباراة، وفي عام 1996 أعير إلى نادي مونزا ولعب معهم 4 مباريات، وفي موسم 1996/1997 أعير إلى نادي براتو، ولعب معهم 16 مباراة، وفي موسم 1997/1998 انتقل إلى نادي ليتشو، ولعب معهم 20 مباراة وسجل هدف واحد، وفي موسم 1998/1999 انتقل إلى نادي مونزا، ولعب معهم 30 مباراة وسجل 4 أهداف، وفي موسم 1999/2000 لعب مع نادي نابولي، وشارك معهم في 36 مباراة وسجل هدف واحد، وفي عام 2000 انتقل إلى نادي فيرونا، ولعب معهم حتى عام 2002، وشارك معهم في 64 مباراة وسجل 9 أهداف، وفي عام 2002 انتقل إلى نادي لاتسيو، ولعب معهم حتى عام 2006..، وشارك معهم في 116 مباراة وسجل 17 هدف، وفي عام 2007 انتقل إلى نادي إيه سي ميلان وحقق معه دوري أبطال أوروبا، أودو انتقل على سبيل الإعارة لمدة موسم واحد إلى نادي بايرن ميونخ الألماني.
و قد بدأ باللعب مع منتخب إيطاليا لكرة القدم في عام 2002.

## روابط خارجية
- ماسيمو أودو على موقع الاتحاد الدولي (مؤرشف)  (الإنجليزية)
- ماسيمو أودو على موقع الاتحاد الأوربي (الإنجليزية)
- ماسيمو أودو على موقع قاعدة بيانات كرة القدم.إي يو (الإنجليزية)
- ماسيمو أودو على موقع بيانات كرة القدم. دي إي (الألمانية)
- ماسيمو أودو على موقع ناشيونال فوتبول تيمز (الإنجليزية)
- ماسيمو أودو على موقع Soccerway.com (الإنجليزية)
- ماسيمو أودو على موقع عالم كرة القدم.نت (الإنجليزية)
- ماسيمو أودو على موقع كووورة